# Nova Express (editore)
Nova Express è una casa editrice italiana specializzata in fumetti.
La particolarità di questa casa editrice consiste nella pubblicazione di fumetti che vanno dalle strisce statunitensi ai grandi maestri del fumetto europeo fino a quelli del genere supereroi e ai manga giapponesi.
La vendita dei volumi avviene principalmente tramite internet o alle fiere di settore.